# ميتيور (إطار الويب)
ميتيور (بالإنجليزية: Meteor)‏، أو (بالإنجليزية: MeteorJS)‏، هو إطار عمل جافا سكريبت متشابه مفتوح المصدر ومفتوح المصدر [3] مكتوبًا باستخدام نود.جي إس. ويسمح برنامج Meteor للنماذج الأولية السريعة بإنتاج رمز عبر النظام الأساسي (Android و iOS و Web). يتكامل مع مونغو دي بي ويستخدم بروتوكول البيانات الموزعة ونمط الاشتراك - الاشتراك لنشر التغييرات البيانات إلى العملاء تلقائيا دون الحاجة إلى المطور لكتابة أي رمز التزامن. على العميل، يمكن استخدام Meteor مع محرك Blaze templating الخاص به، وكذلك مع إطار Angular أو مكتبة React.
تم تطوير Meteor من قبل مجموعة تطوير Meteor. احتضنت شركة Y Combinator [4] وحصلت على تمويل بقيمة 11.2 مليون دولار من Andreessen Horowitz في يوليو 2012. [5] جمعت نيزك 20 مليون دولار إضافية في تمويل الفئة ب من ماتريكس بارتنرز، أندريسين هورويتز وترينيتي فنتشرز. [6] تنوي أن تصبح مربحة من خلال تقديم Galaxy ، بيئة استضافة على مستوى المؤسسات لتطبيقات Meteor. [7] 
بعد أن تم تطويره لمدة 8 أشهر، تم إصدار Meteor في البداية في ديسمبر 2011 تحت اسم Skybreak [8]. بحلول أبريل 2012 ، تمت إعادة تسمية إطار Meteor وتم إطلاقه رسميًا [9]. خلال الأشهر القليلة المقبلة، وبمساعدة استثمارات كبيرة من Andreessen Horowitz وتأييد من شخصيات بارزة في عالم بدء التشغيل [9] ، زادت Meteor باطراد قاعدة مستخدميها وأصبحت أكثر استخدامًا في مواقع الإنتاج.

## التاريخ
خاصة بعد تلقي كميات كبيرة من رأس المال الاستثماري في جولة التمويل من السلسلة B ، استحوذت شركة Meteor على العديد من الشركات الناشئة الأخرى وأدمجتها في منتجاتها الأساسية. وشملت عمليات الاستحواذ FathomDB ، بدء تشغيل قاعدة بيانات سحابة [10] ، Galaxy ، منصة سحابة لتشغيل وإدارة تطبيقات Meteor [11] ، و Kadira ، حل مراقبة الأداء [12]. على عكس منافسيها React و أنجولار جي إس و Ember.js ، نجحت Meteor في تحقيق الدخل من قاعدة المستخدم بنجاح: في العام الماضي (في عام 2016) ، فازت Meteor بأرباحها الخاصة بنسبة 30٪ من خلال تقديم استضافة الويب لتطبيقات Meteor من خلال Galaxy [13].

## روابط خارجية
- نيزك على موقع Framasoft (الفرنسية)